# كاليب بيلي
كاليب بيلي (بالإنجليزية: Caleb Bailey)‏ هو ضابط أمريكي، ولد في 28 أغسطس 1898 في بلادينسبورغ في الولايات المتحدة، وتوفي في 13 يناير 1957 في سان دييغو في الولايات المتحدة.